# Merklinghausen-Wiggeringhausen
Merklinghausen-Wiggeringhausen ist ein Ortsteil der Stadt Erwitte im Kreis Soest in Nordrhein-Westfalen. Bis 1974 war Merklinghausen-Wiggeringhausen eine Gemeinde im damaligen Kreis Lippstadt.

## Geographie
Der Ortsteil Merklinghausen-Wiggeringhausen besteht aus den beiden Weilern Merklinghausen-Wiggeringhausen, die durch den Bachlauf der Jülmecke verbunden sind. Die beiden Weiler liegen im äußersten Nordwesten der Stadt Erwitte nahe der Bahnstrecke Hamm–Warburg.

## Geschichte
Die erste Erwähnung von Merklinghausen-Wiggeringhausen stammt aus dem Jahre 1285. Seit dem 19. Jahrhundert war Merklinghausen-Wiggeringhausen eine Landgemeinde im Amt Anröchte des Kreises Lippstadt. Am 1. Januar 1975 wurde Merklinghausen-Wiggeringhausen durch das Münster/Hamm-Gesetz in die Stadt Erwitte eingegliedert, die dem vergrößerten Kreis Soest zugeordnet wurde.

## Ortsvorsteher
Andreas Lutterbüse (CDU)

## Einwohnerentwicklung

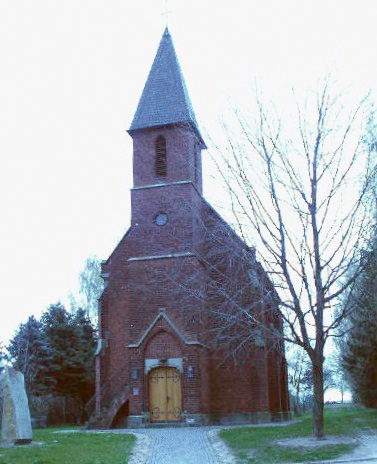
Die St.-Agatha-Kapelle

| Jahr | Einwohner | Quelle |
| ---- | --------- | ------ |
| 1871 | 194       | [ 4 ]  |
| 1885 | 204       | [ 5 ]  |
| 1910 | 178       | [ 6 ]  |
| 1939 | 223       | [ 7 ]  |
| 2019 | 163       | [ 8 ]  |

## Baudenkmäler
Die St.-Agatha-Kapelle, das Fachwerk-Bauernhaus Sintfeld 15, die Hofanlage St. Agatha-Weg 1 sowie das Fachwerkhaus Wiggeringhausen 40 stehen in Merklinghausen-Wiggeringhausen unter Denkmalschutz.

## Kultur
Ein Träger des lokalen Brauchtums ist die Schützenbruderschaft St. Agatha Merklinghausen-Wiggeringhausen.

## Verkehr
Merklinghausen-Wiggeringhausen liegt nahe der Bahnstrecke Hamm–Warburg.